# Valentina Turisini
Valentina Turisini (* 16. August 1969 in Triest) ist eine ehemalige italienische Sportschützin.

## Erfolge
Valentina Turisini nahm an zwei Olympischen Spielen teil. Bei den Olympischen Spielen 2004 in Athen trat sie in zwei Konkurrenzen an: mit dem Kleinkalibergewehr im Dreistellungskampf über 50 m qualifizierte sie sich als Dritte mit 585 Punkten für die Finalrunde, in der sie mit 100,9 Punkten ebenfalls das drittbeste Ergebnis schoss. Dadurch erzielte sie 685,9 Punkte, mit denen sie den Wettbewerb auf dem zweiten Rang hinter Ljubow Galkina abschloss und die Silbermedaille erhielt. Im Wettbewerb mit dem Luftgewehr über 10 m wurde sie Zwölfte. 2008 belegte sie in Peking mit dem Luftgewehr Rang 28 und mit dem Kleinkalibergewehr im Dreistellungskampf Rang 15.
Im September 2004 erhielt sie für ihren Olympiaerfolg zunächst das Offizierskreuz des italienischen Verdienstordens, 2014 erfolgte die Verleihung des Komturkreuzes.